# Woronicze (rejon wilejski)
Woronicze (biał. Варонічы, ros. Вороничи) – wieś na Białorusi, w obwodzie mińskim, w rejonie wilejskim, w sielsowiecie Krzywe Sioło.

## Historia
W czasach zaborów wieś w okręgu wiejskim Huby, w gminie Rabuń, w powiecie wilejskim, w guberni wileńskiej Imperium Rosyjskiego. W 1865 roku liczyła 144 mieszkańców (44 dusze rewizyjne) w 10 domach, należała do dóbr skarbowych Huby.
W latach 1921–1945 wieś leżała w Polsce, w województwie wileńskim, w powiecie wilejskim, w gminie Rzeczki, od 1 stycznia 1926 roku w gminie Kurzeniec.
Według Powszechnego Spisu Ludności z 1921 roku zamieszkiwało tu 220 osób, 1 była wyznania rzymskokatolickiego a 219 prawosławnego. Jednocześnie wszyscy mieszkańcy zadeklarowali białoruską przynależność narodową. Było tu 37 budynków mieszkalnych. W 1931 w 42 domach zamieszkiwało 239 osób.
Wierni należeli do parafii rzymskokatolickiej w Kurzeńcu i prawosławnej w Rzeczkach. Miejscowość podlegała pod Sąd Grodzki w Wilejce i Okręgowy w Wilnie; właściwy urząd pocztowy mieścił się w Kurzeńcu.
W wyniku napaści ZSRR na Polskę we wrześniu 1939 miejscowość znalazła się pod okupacją sowiecką. 2 listopada została włączona do Białoruskiej SRR. Od czerwca 1941 roku pod okupacją niemiecką. W 1944 miejscowość została ponownie zajęta przez wojska sowieckie i włączona do Białoruskiej SRR.
Do 1958 roku w sielsowiecie Kuźmicze.
Od 1991 w składzie niepodległej Białorusi.
W latach 1958–1995 w sielsowiecie Rzeczki, do 2013 w sielsowiecie Kurzeniec.